# Marie-Paule Blé
Pour les articles homonymes, voir Blé (homonymie).
Marie-Paule Blé, née le 6 juillet 1998 à Paris, est une taekwondoïste française.

## Carrière
Marie-Paule Blé remporte la médaille d'or des plus de 67 kg aux Jeux méditerranéens de 2018 à Tarragone.
Elle est médaillée de bronze des moins de 73 kg aux Championnats du monde de taekwondo 2019 à Manchester.
Elle remporte ensuite la médaille de bronze des moins de 73 kg aux Championnats du monde féminins de taekwondo 2021 à Riyad.
Lors des Championnats d'Europe 2022 à Manchester, elle remporte la médaille de bronze dans la catégorie des moins de 73 kg.